# Halles de Paris
Les Halles de Paris désignent un marché de vente en gros de produits alimentaires frais, situé du Moyen Âge à la fin des années 1960 au cœur de Paris, dans le 1er arrondissement, puis déménagé en 1969 pour devenir un des 17 marchés d'intérêt national, celui de Rungis, en banlieue sud.
En 1853, Napoléon III décide d'y construire douze hauts pavillons Baltard, de verre et de métal, terminés entre 1863 et 1874. Décor principal du roman publié en 1873 par Émile Zola Le Ventre de Paris, elles ont donné leur nom au quartier des Halles, associant à partir des années 1970 le jardin Nelson-Mandela au centre Pompidou, avec son musée national d'Art moderne et sa plus vaste bibliothèque de lecture d'Europe.
En sous-sol, le Forum des Halles, troisième centre commercial d'Europe, jouxte une piscine, un vaste cinéma, un conservatoire et la gare souterraine RER Châtelet - Les Halles, la plus vaste monde, qui fait du site un carrefour relié à toute la région parisienne.

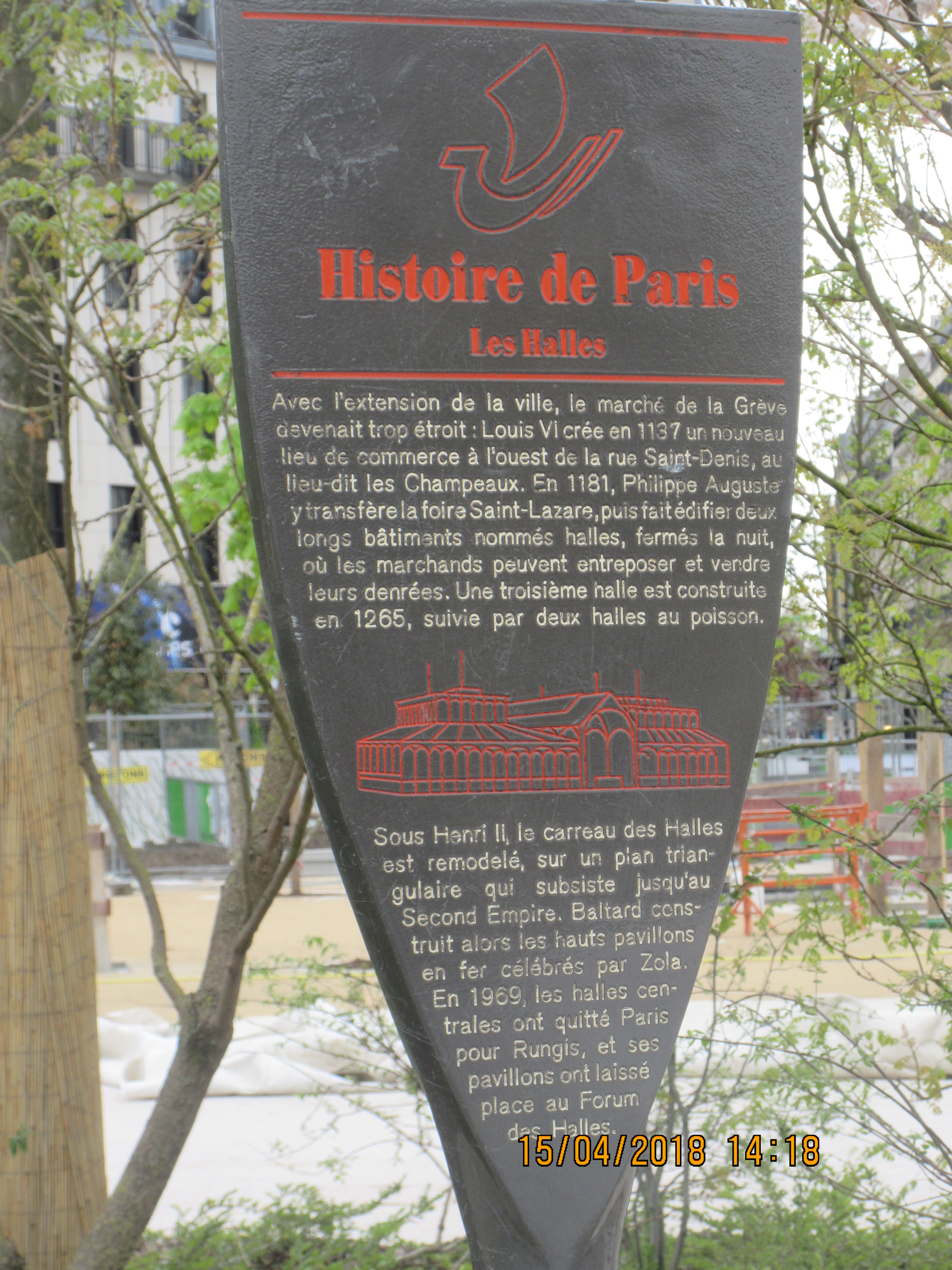
Panneau Histoire de Paris.

## Les Halles centrales
Le marché principal de Paris a changé de place plusieurs fois, pour suivre l'évolution démographique et la croissance rapide de la ville.
Le premier marché animait le cœur de l'île de la Cité, puis il s'implanta de l'autre côté de la Seine, en plein air, sur la terre battue, place de Grève — l'actuelle place de l'Hôtel-de-Ville — jusqu'au XIIe siècle.
Vers 1110, Louis VI le Gros décida un nouveau transfert en rase campagne, sur l'emplacement d'anciens marécages asséchés et transformés en champs, d'où le nom de « Campelli » ou « Champeaux », qu'on retrouve aujourd'hui dans la rue des Petits-Champs. Et pendant plus de huit siècles, les Halles allaient rester à cet emplacement, en subissant de continuelles transformations, pour essayer de s'adapter aux besoins sans cesse croissants de la capitale.

### Historique

#### Le pilori des Halles

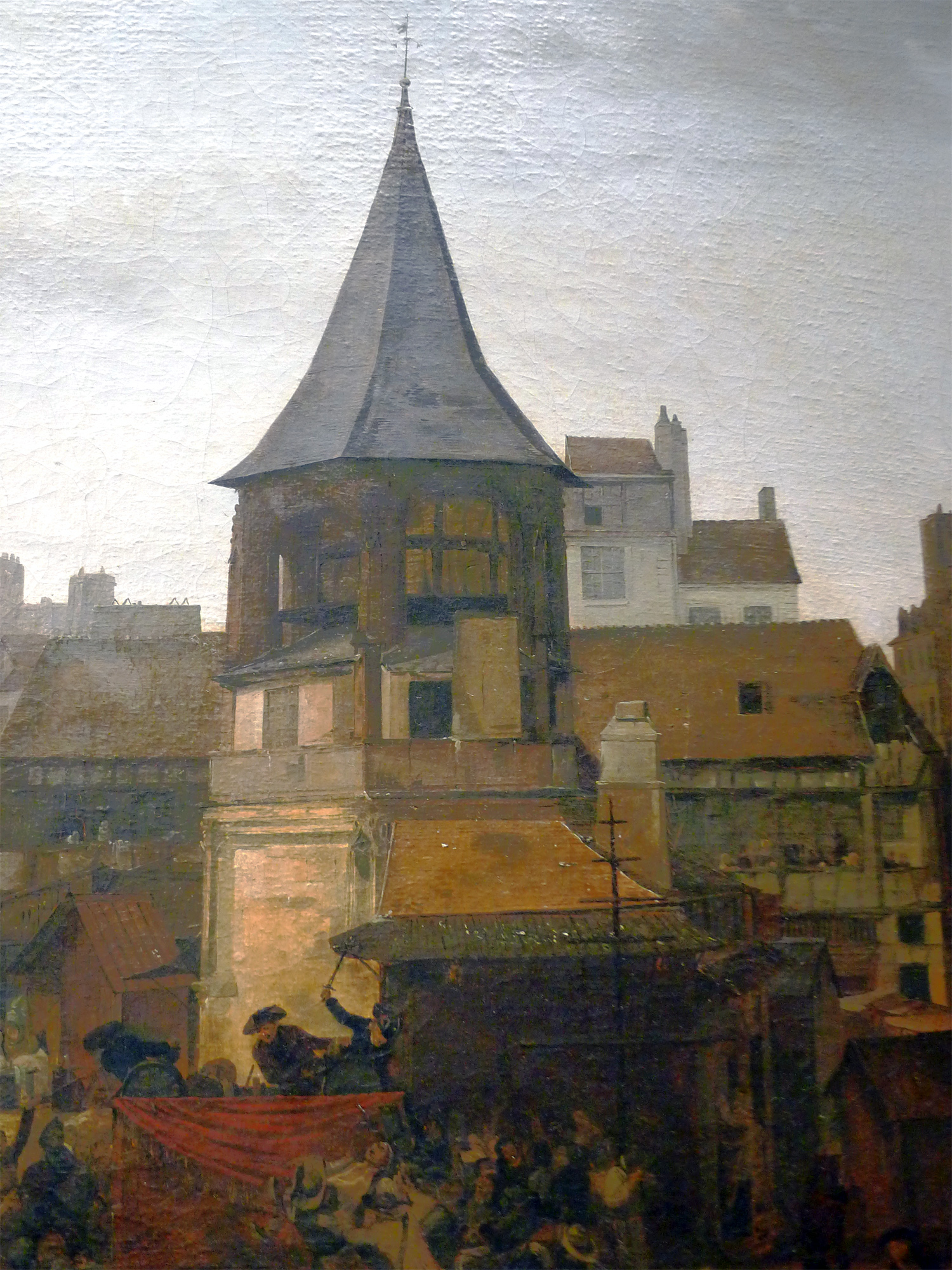
Le pilori des halles en 1782.

Le pilori du roi situé aux Halles était le seul à Paris, les seigneurs haut-justiciers n'ayant droit qu'à une échelle de justice. Le premier pilori installé à un carrefour près de la place de Grève est transféré aux Halles sous le règne de Saint Louis.
Il était placé à l'angle nord-est du marché aux poissons, à proximité de la fontaine (Le Puits-d'Amour) et d'une croix.
Tombant en ruines, il est reconstruit en 1502, brûlé par les Parisiens en 1516 et encore reconstruit en 1542.
Le pilori des halles était une tour avec un rez-de-chaussée habitable surmonté d'un étage hexagonal sur une roue mobile en fer, avec la place pour six condamnés. Les parois étaient percées de trous dans lesquels le condamné passait sa tête et ses mains.
Cette peine d'exposition publique infamante dans un lieu particulièrement fréquenté était infligée aux commerçants ayant fait usage de faux-poids, aux banqueroutiers, aux faux-témoins, aux proxénètes et aux blasphémateurs qui avaient la langue coupée à la cinquième récidive. Il est supprimé en 1789.

#### Jusqu'à la fin duXVIIesiècle
- 1137 : Louis VI le Gros ordonne le transfert des deux marchés (marché Palu de l’île de la Cité et marché central de la place de Grève, devenus insuffisants face à l'accroissement de la ville) au nord-ouest de Paris, au lieu-dit Les Champeaux (« Petits Champs »), à l’endroit d’anciens marécages situés alors extra-muros, à l'emplacement actuel, y faisant construire une grande halle au croisement stratégique de trois voies importantes, la rue Saint-Denis, la rue Montmartre et la rue Saint-Honoré[3]. Fin 1137, le nouveau roi de France, Louis VII le Jeune, exempte Adelente Gente de tout droit sur une maison et un four qu'elle avait fait construire au nouveau marché des Champeaux qui prend le nom de fief de la Rapée et qui subsistera jusqu'à la Révolution.

- 1181-1183 : Philippe-Auguste achète la foire Saint-Ladre ou Saint-Lazare, située dans les faubourgs du nord de la ville et dépendante de la léproserie située dans l'enclos Saint-Lazare, en 1183[4] ou 1181[5] et la transfère à l'emplacement même des futures Halles. Cet achat lui permet de prolonger l'aqueduc qui amenait l'eau des sources du Pré-Saint-Gervais au prieuré Saint-Lazare jusqu'aux halles où est établie la première fontaine publique de Paris[6]. Deux bâtiments couverts sont élevés pour assainir le nouveau marché en 1183. Très intéressé par le développement de ce marché central[réf. nécessaire], Philippe Auguste réglemente lui-même le commerce des denrées essentielles : viande, pain et vin. Quelques années plus tard, le roi achète à Adam, archidiacre de Paris, puis évêque de Thérouenne, l'entière propriété des terrains du fief de Thérouenne en payant une redevance à l'évêché de Paris. Il s'agit d'un bazar[Quoi ?]  immense où, sur des emplacements spéciaux, se vendent des denrées alimentaires, du textile, des chaussures, de la mercerie. Les marchands s'installent sous des abris particuliers, proches des maisons où se trouvaient les commerces fixes des fabricants. C'est ainsi que la rue de la Grande Friperie doit son nom au nombre de commerces de fripes. Progressivement, d'autres marchands viennent s'installer autour de ceux qui avaient déjà leur emplacement.

- Compte tenu de l'augmentation des échanges, Philippe Auguste fait construire les premières halles pour les drapiers et tisserands.

- Ce développement est contemporain de la construction à la fin du XIIe siècle de l'enceinte qui englobe le quartier des Champeaux à l'intérieur de la ville fortifiée.

- Le marché continue de s'étendre, de telle sorte qu'en 1269 Saint Louis fait construire trois nouvelles halles (le lieu au Moyen Âge continue à s'appeler le plus souvent « la Halle » en référence à celle de 1137) : deux marchés sont affectés aux drapiers, le troisième aux merciers et aux corroyeurs[7].

- À partir du XVIe siècle, on envisage sa réorganisation et l'élargissement des voies. La vente en gros des poissons aux Halles de Paris se faisait non de gré à gré entre vendeurs et acheteurs, mais aux enchères et par l’intermédiaire d’officiers publics[8].

- 1543 : par l'édit de Réformation, François Ier décide la reconstruction des Halles pendant vingt-neuf ans. Il s'y prend de manière que Paris y gagne, et le Trésor aussi. Au terme d'un édit du 20 septembre, il ordonne « la vente aux enchères des places vides des halles » annonçant la renonciation des Domaines à la faculté de rachat ; en retour, les acquéreurs avaient obligation d'exécuter, dans des délais fixés, la démolition de bâtisses existantes et la reconstruction de « maisons et manoirs commodes ». Jusqu'en 1572, on fait bâtir des maisons avec, généralement, au rez-de-chaussée, des portiques ou galeries couvertes connus sous le nom de « piliers des Halles », qui disparaissent lors de la construction des pavillons Baltard. Au centre de ces galeries à arcades se trouve le « carreau », marché du pain, du beurre, du fromage et des œufs[7].

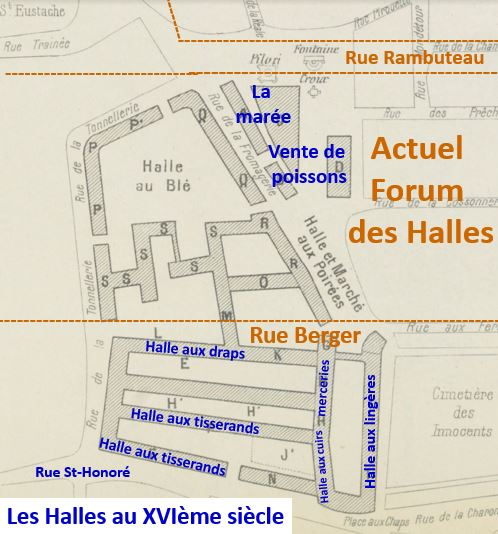
Les Halles au XVIe siècle.
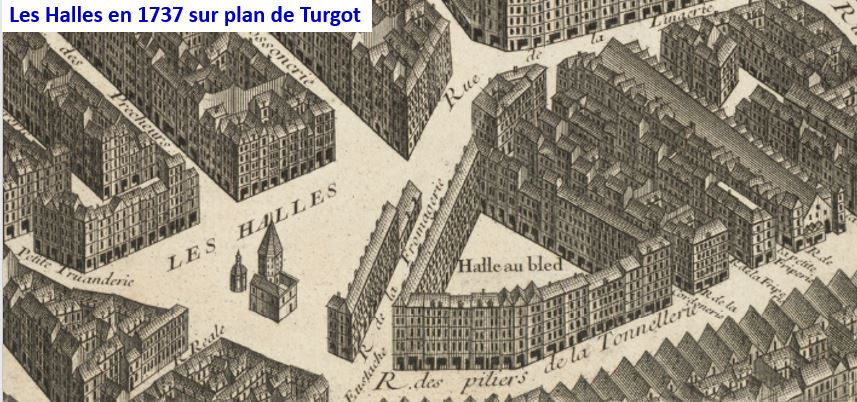
Les Halles en 1737 sur plan de Turgot (emplacement et surface inchangés).
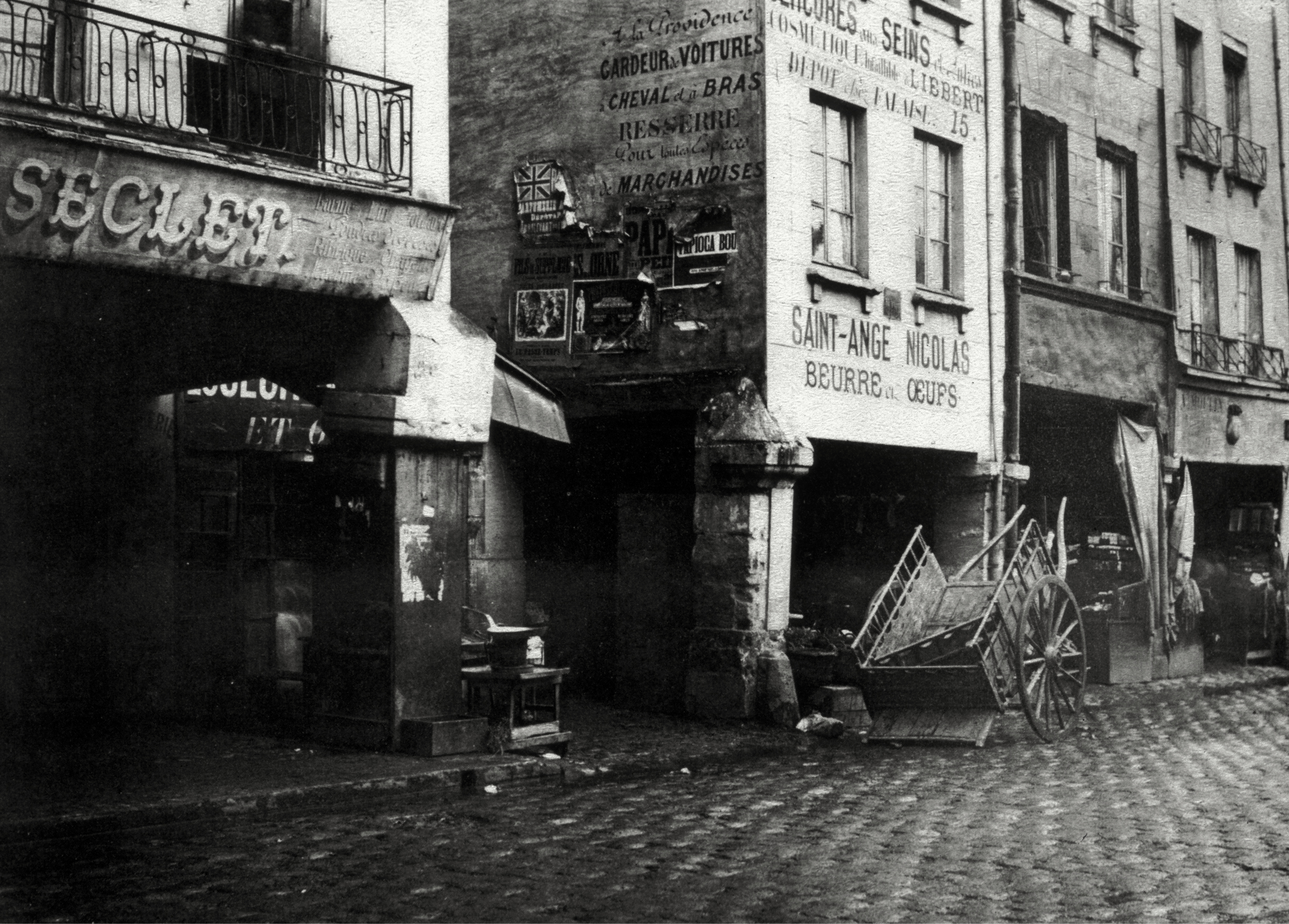
Piliers des Halles, rue de la Tonnellerie en 1851 peu avant leur disparition.

#### L'extension des marchés de la fin duXVIIIesiècleaux années 1820
Les halles restent jusqu'au cours de la deuxième moitié du XVIIIe siècle à leur emplacement du Moyen-Âge sur une surface restreinte, faiblement augmentée lors de la reconstruction du XVIe siècle, qui n'était plus en rapport avec la croissance de la population. De plus, la majorité des marchandises étaient exposées à l’air libre dans des espaces où s’accumulaient les immondices, sauf quelques parties abritées par des halles, dont celles aux poissons.
La conception de la gestion de la ville évolue à cette époque ce qui amène à prendre des mesures d'hygiène et de sécurité, telles que le transfert des cimetières urbains à la périphérie, et à améliorer les conditions d'approvisionnement.
La Halle aux blés construite sur les plans de Nicolas Le Camus de Mézières ouvre en 1763. L'ancienne halle aux blés devient la halle à la viande, elle-même transférée en 1818 au marché des Prouvaires. Sa coupole détruite par un incendie est reconstruite par François-Joseph Bélanger en 1812.
Le Marché des Innocents, marché aux fleurs, fruits et légumes, situé à proximité, entre les rues Saint-Denis, de la Lingerie, de la Ferronnerie et aux Fers (emplacement de l'actuelle rue Berger), est inauguré le 24 février 1789 à l'emplacement de l'ancien cimetière des Innocents, ce qui double la surface des Halles.
Napoléon Ier réglemente l'abattage des animaux par l'établissement de cinq abattoirs à la périphérie de la ville et entreprend une réorganisation cohérente des marchés couverts. Il projette en 1811 de faire construire une halle centrale entre le marché des Innocents et la Halle aux blés.
La chute de l'Empire en 1815 retarde la poursuite de ce projet qui connaît cependant un début d’exécution avec la création du Marché des Prouvaires. Ce marché ouvre en 1818 sur un rectangle à l'ouest de l'emplacement du domaine des halles des années 1850-1860. Le marché à la viande qui était situé à l'emplacement d'origine de la halle aux blés (déplacée en 1770 dans un bâtiment, qui sera ensuite celui de la Bourse de Commerce), y est transféré. Un marché aux herbes s'installe à la place de cette ancienne halle à la viande.
Une halle aux poissons est construite en 1822 à l'emplacement de l'ancien marché aux poissons (« la marée »), et une halle au beurre, aux œufs et aux fromages  à proximité en 1823.
L'extension des parties couvertes est une mesure destinée à la commodité des vendeurs et aussi à l'amélioration des conditions d'hygiène.
Jusque vers 1840, l’approvisionnement était assuré par voie d’eau (Seine, Marne, Oise et canaux) et par les charrettes des producteurs de légumes et de beurre sur une distance maximum de  100 à 120 kilomètres, à l’exception du poisson transporté par des convois accélérés  à partir des ports de la Manche.
Les marchandises arrivaient aux halles par des rues étroites.

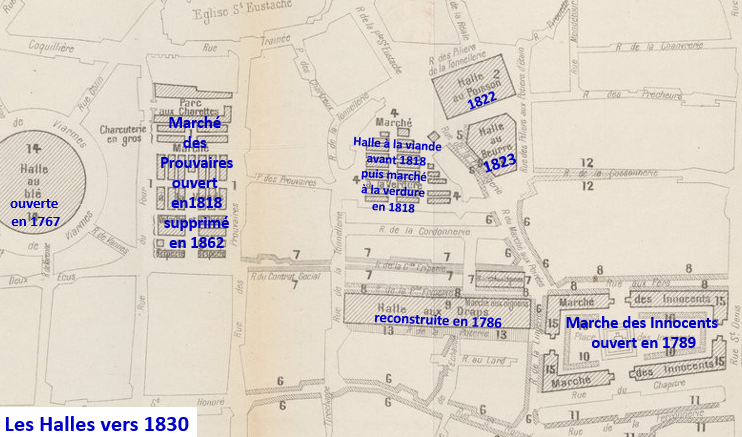
Les Halles vers 1830.
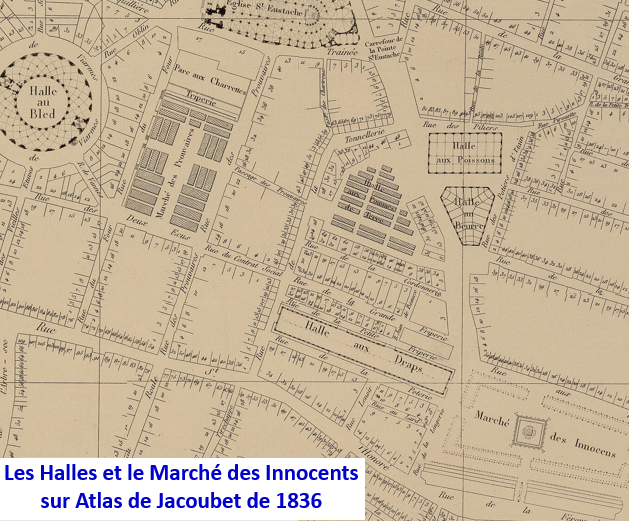
Quartier des Halles en 1836.

#### Les pavillons Baltard
La population de Paris ayant continué sa croissance depuis la dernière extension des marchés en 1818, le réaménagement des Halles devenait nécessaire. Aussi, le préfet Rambuteau crée la Commission des Halles, qui a pour mission d'étudier l'intérêt de garder les Halles à leur emplacement ou bien de les déplacer.
Plusieurs projets sont présentés de 1841 à 1851, dont celui d'Hector Horeau qui propose en 1845 le déplacement du marché sur un espace rectangulaire entre la Seine et le marché des Innocents,.
Une ordonnance du 17 janvier 1847 fixe le périmètre des halles centrales de Paris. En 1848, un concours d'architecture est lancé et est remporté par Victor Baltard, associé à Félix Callet.
Dans un premier temps, le projet validé par l'administration prévoyait une construction en pierre avec des locaux presque clos. Un premier pavillon en pierre est alors construit à partir de septembre 1851 en face de l'église Saint-Eustache. Il est vite surnommé « le Fort de la Halle » en raison de son caractère massif.
Dans un décret du 10 mars 1852, signé par Louis Napoléon Bonaparte, président de la République, « le périmètre des halles centrales de Paris et les alignements nécessaires pour le percement et l'élargissement de diverses rues qui doivent en faciliter les abords, sont définitivement arrêtés ». L'exécution immédiate du projet est déclarée d'utilité publique. Pour cela, le préfet de la Seine, agissant au nom de la ville de Paris, est autorisé à « acquérir, soit à l'amiable, soit, s'il y a lieu, par voie d'expropriation, conformément à la loi du 3 mai 1841, les immeubles ou portions d'immeubles dont l'occupation est nécessaire ».
À la suite d'une visite le 12 juin 1853, Napoléon III demande l'arrêt des travaux et l'adoption d'un système de construction en métal. L'Empereur, enthousiasmé par la gare de l'Est récemment construite, aurait dit au préfet Haussmann : « ce sont de vastes parapluies qu'il me faut, rien de plus ! ». Baltard, architecte classique jusque-là, aurait été alors réticent à cette innovation. Napoléon III est également influencé par sa femme, l'impératrice Eugénie, qui est emballée par le tout nouveau Crystal Palace construit à Londres . La construction de ce premier pavillon est cependant achevée et il reste en usage jusqu'à sa démolition en 1866.

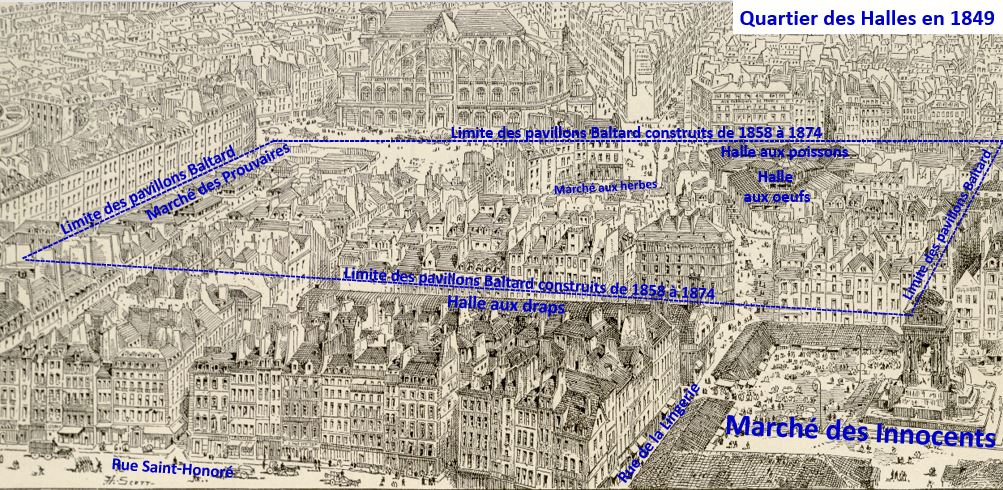
Quartier des Halles en 1849 avec indication du territoire des Halles de Baltard construites de 1854 à 1874.
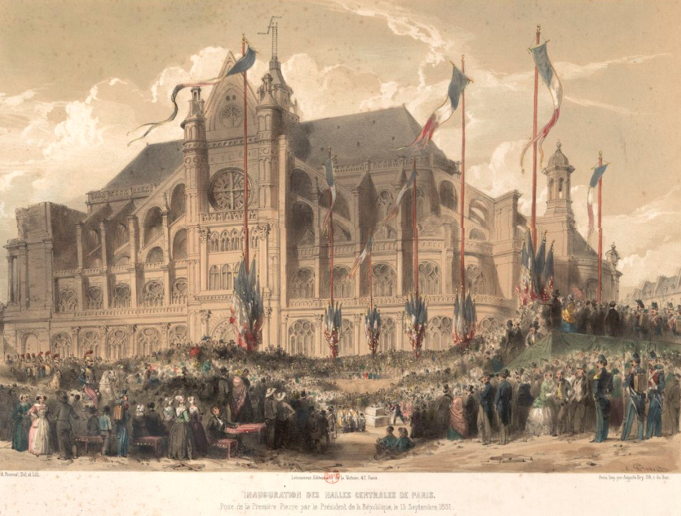
Pose de la première pierre du pavillon des Halles par le président de la République (le prince-président Louis-Napoléon Bonaparte), le 15 septembre 1851.
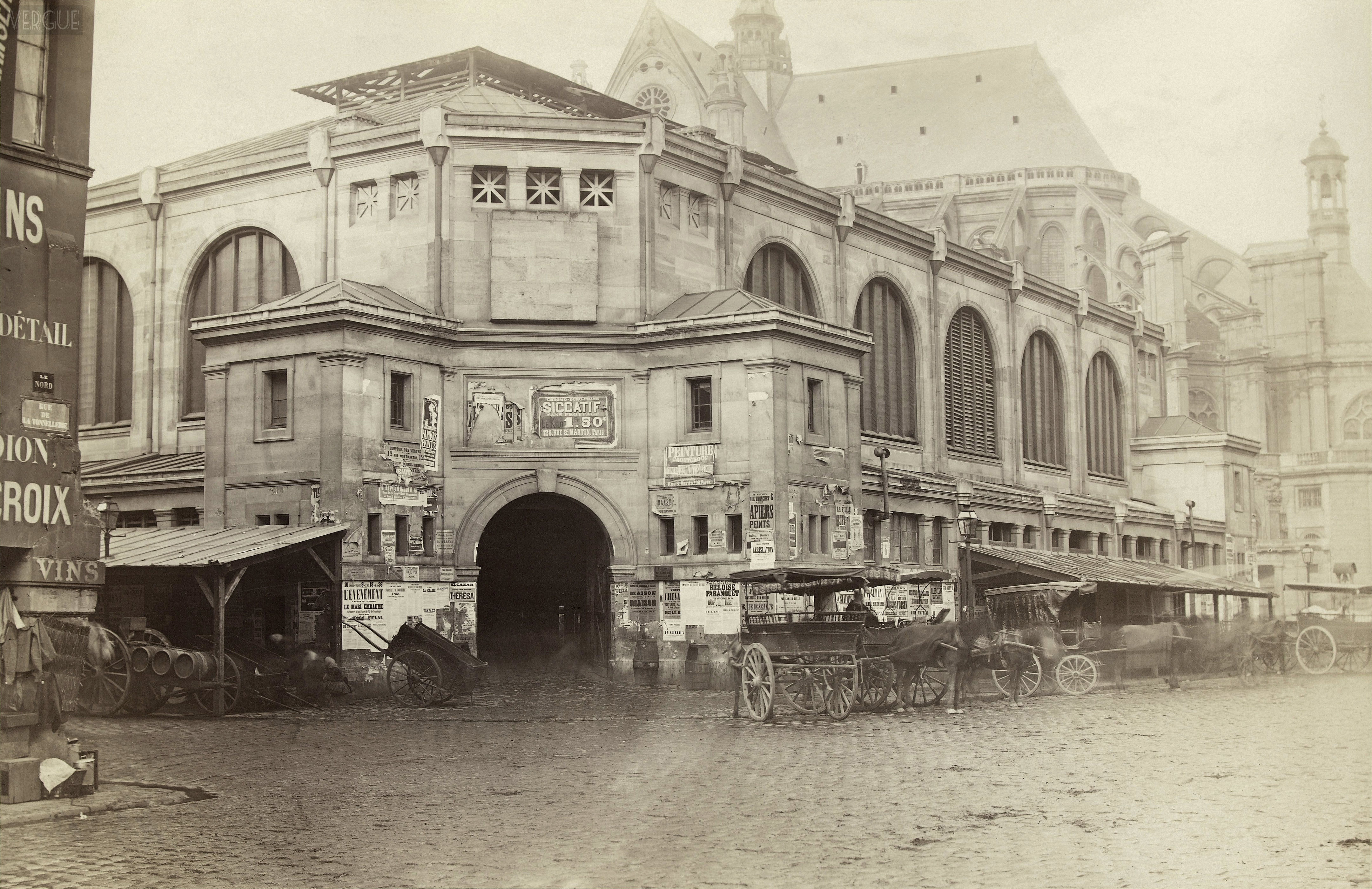
Premier pavillon en pierres en 1866, peu avant sa démolition.
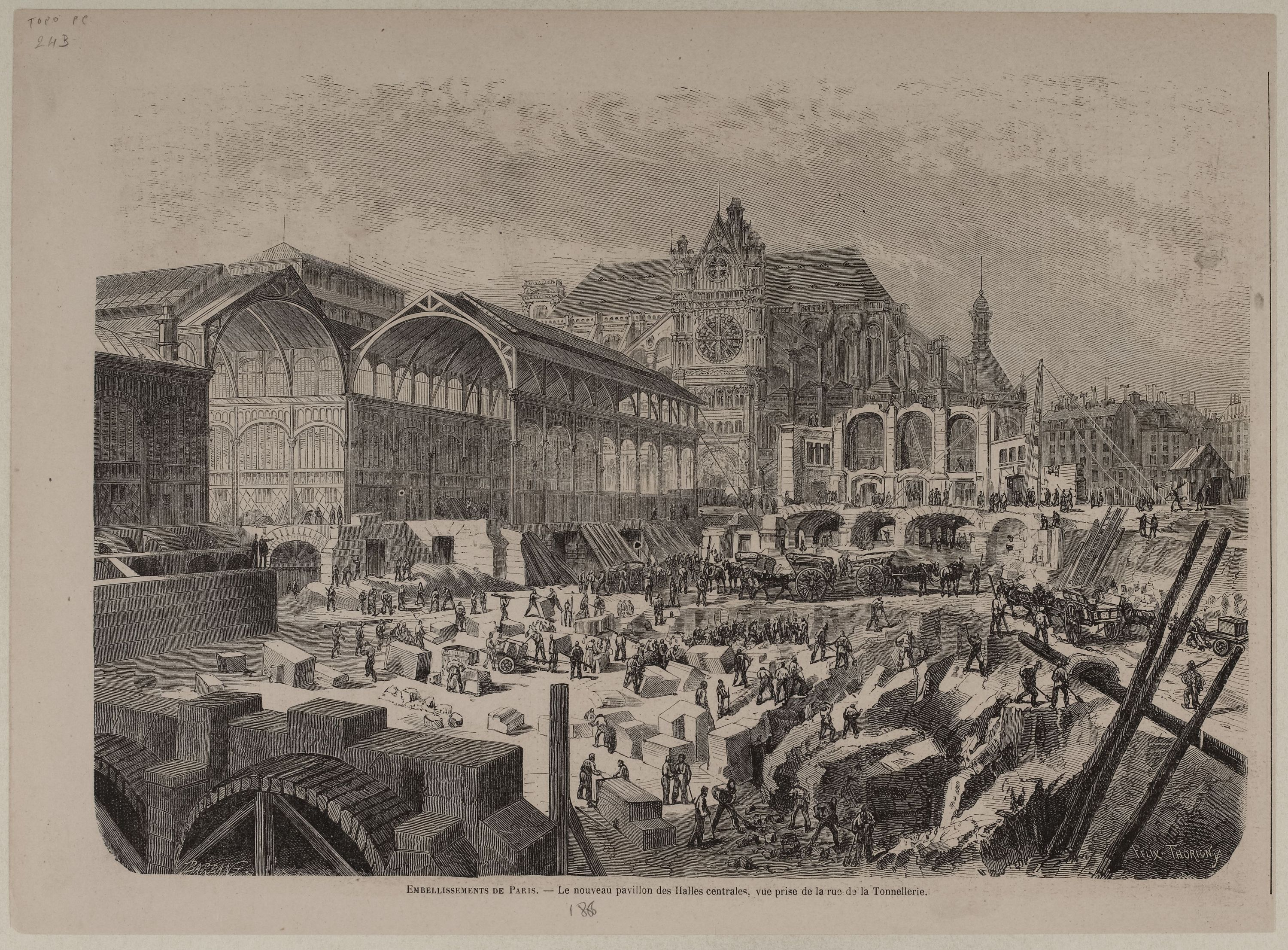
Le nouveau pavillon des Halles centrales, vue prise de la rue de la Tonnellerie.

En 1854, après bien des tâtonnements et des hésitations et la présentation de projets alternatifs comme celui de Thorel, Victor Baltard présente son projet définitif. Il projette d'édifier douze pavillons couverts de vitrage avec des parois en verre et des colonnettes en fonte,. Ces pavillons sont regroupés en deux groupes séparés par une rue centrale à ciel ouvert située au niveau du chevet de l'église Saint-Eustache (suivant le tracé de l'actuelle allée André-Breton), chacun des six pavillons des deux groupes étant réunis entre eux par des rues couvertes. Un décret impérial du 21 juin 1854, signé Napoléon III, modifie le périmètre des halles et les alignements arrêtés et déclare le projet d'utilité publique.
Les premiers pavillons sont ouverts en 1857, les autres en 1858, 1860 et 1874. Le premier pavillon en pierre construit en 1853 est démoli en 1866 et reconstruit en 1869 sur le modèle des autres. L'ensemble des dix  pavillons couvre une surface de 34 817 m2 remplaçant celle de 8 860 m2 des marchés d'approvisionnement antérieurs (marché des Innocents, marché des Prouvaires, marché de la Verdure, halle aux œufs, beurre et fromage, halle aux poissons et marché du Légat affecté aux pommes de terre).
Chaque pavillon a sa spécialité : le numéro 3 pour la viande, le numéro 9 pour le poisson, etc. Les fruits et légumes sont vendus sur le Carreau, dans les allées couvertes et sur les rues alentour. Les caves abritent lotisseurs-gaveurs, cabocheurs, pétrisseurs de beurre, compteurs-mireurs d’œufs, etc.
Les bâtiments situés sur le territoire des pavillons et aux alentours sont expropriés et plusieurs voies sont ouvertes aux environs à la place des bâtiments démolis : rue du Louvre, rue de Turbigo, rue des Halles, rue du Pont-Neuf, rue Berger et prolongement de la rue Pierre-Lescot jusqu'au square des Innocents ouvert à la place du marché des Innocents.
Le marché des Innocents à proximité est également supprimé et remplacé en 1860 par les pavillons aux fruits et aux légumes.
Ainsi disparaissent le carreau de la Halle, la Halle aux fruits, la Halle aux Draps et Toiles, les rues de la Tonnellerie, de la Fromagerie, du Marché-aux-Poirées, de la Cordonnerie, de la Petite-Friperie, de la Grande-Friperie, Jean-de-Bauce, du Contrat-Social et la place du Légat.

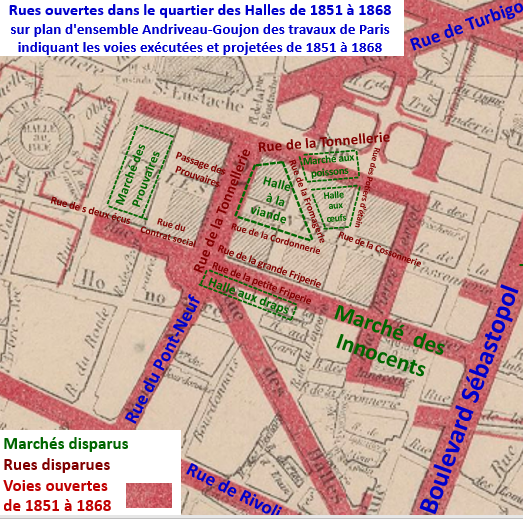
Voies ouvertes de 1851 à 1868 dans le quartier des Halles.
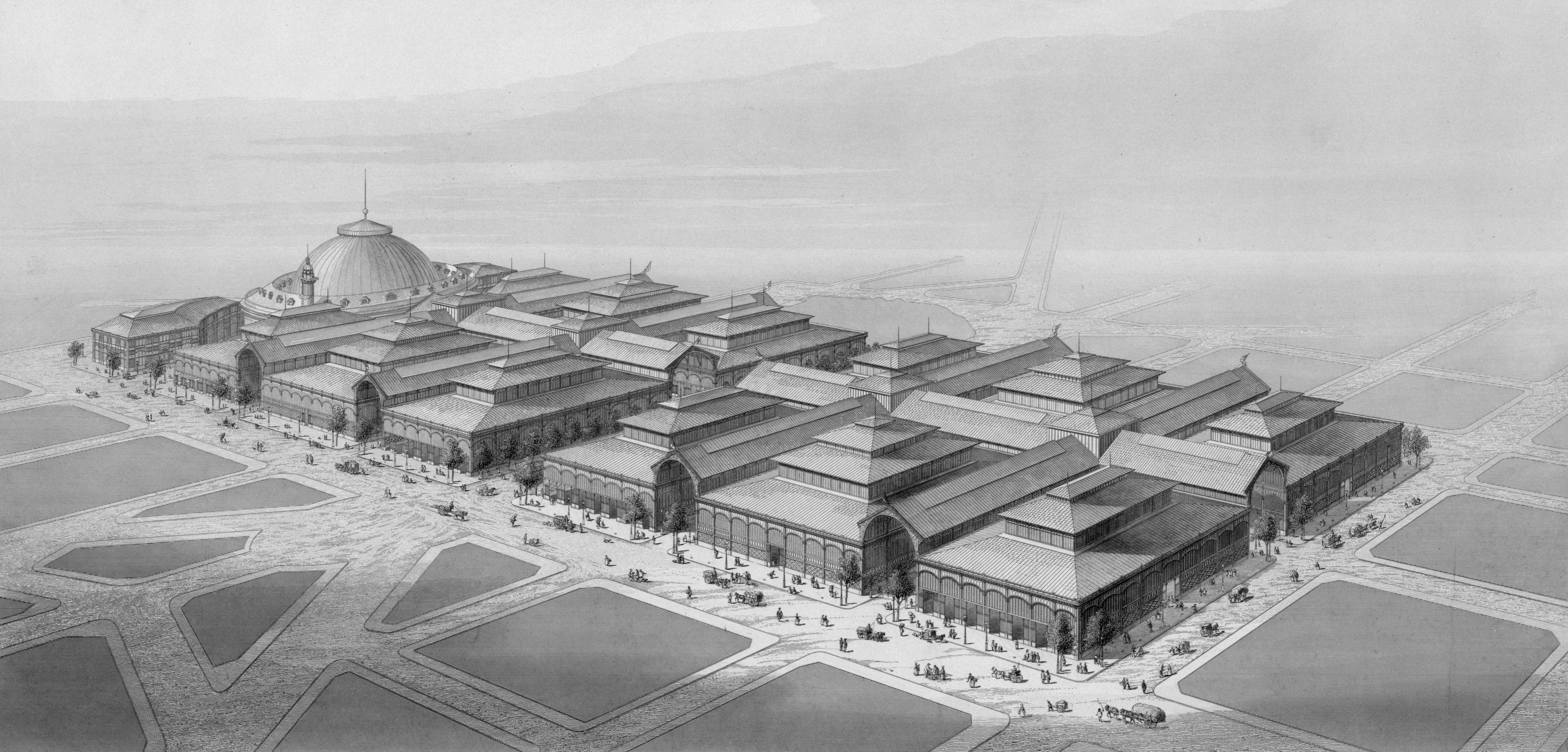
Dessin, vue à vol d'oiseau des Halles centrales de Paris en 1863, conçues par Victor Baltard[25].
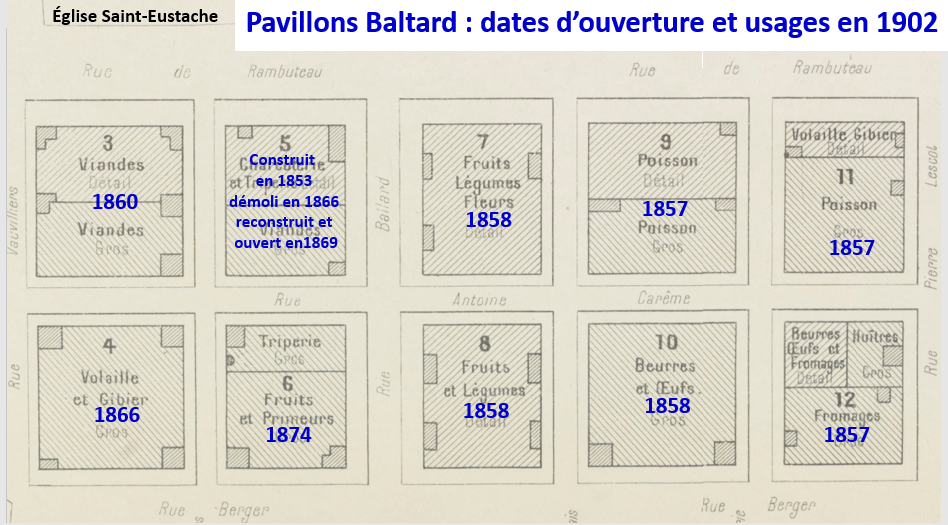
Pavillons Baltard et années d’ouverture.

À partir des années 1850, le transport ferroviaire accroit le rayon d’approvisionnement à plusieurs centaines de kilomètres et les conditions d’accès sont quelque peu améliorées par la percée de nouvelles voies, rue du Pont-Neuf, rue de Turbigo et rue des Halles. Cependant, les Halles restent à l’écart des axes majeurs, la grande croisée de la rue de Rivoli et du boulevard de Sébastopol. De plus, les halles ne sont pas reliées par voie ferrée, contrairement aux abattoirs de la Villette créées à la même époque, un projet de desserte ferroviaire envisagé en 1854 par la ligne de Petite Ceinture via la gare de l'Est étant resté sans suite.
Une liaison secondaire est cependant établie  de 1894 à 1936 par le chemin de fer sur route et tramway l'Arpajonnais qui achemine de nuit (de 1 heure à 4 heures)  les produits des exploitations maraichères de la périphérie sud de la région (autour d’Arpajon à 37 kilomètres) et évacue au retour des gadoues qui servent d'engrais. Le volume transporté par cette ligne secondaire  atteint au maximum  24 440 tonnes en 1927 ce qui ne représente qu'une faible part de l’approvisionnement des Halles.
La circulation des camions amène la suppression de l'Arpajonnais en 1936 et le quartier est de plus en plus encombré.
Les ventes s'étendent au-delà des pavillons dans les rues avoisinantes sur des espaces affectés.
La croissance du volume des transactions de marchandises amène à supprimer autour de 1900 les marchés au détail encore existants et à réserver les halles centrales exclusivement à la vente en gros.

##### Voies disparues

###### Carreau de la Halle
Situé dans l'ancien 4e arrondissement de Paris, quartier des Marchés, le carreau de la Halle était situé entre les rues de la Tonnellerie, du Marché-aux-Poirées et des Piliers-aux-Potiers-d'Étain.

###### Rue du Contrat-Social
Située dans l'ancien 3e arrondissement de Paris, quartier Saint-Eustache, la rue du Contrat-Social commençait rue de la Tonnellerie et finissait rue des Prouvaires.
 Les numéros étaient rouges, le dernier numéro impair était le no 7 et le dernier numéro pair était le no 8. 

Cette rue fut percée vers 1786, et nommée « rue Colonne », du nom de Charles-Alexandre de Calonne, qui était alors ministre des Finances. En 1790, on lui donna le nom de « rue de La Fayette », en l'honneur du général Lafayette, qui était alors très populaire. En 1792 elle prit la dénomination de « rue du Contrat-Social », du nom du titre d'un des ouvrages de Jean-Jacques Rousseau, qui demeura longtemps dans ce quartier

La rue est supprimée en 1860 lors de la construction des pavillons Baltard.

###### Rue de la Grande-Friperie
Située dans l'ancien 4e arrondissement de Paris, quartier des Marchés, la rue de la Grande-Friperie commençait rues de la Grande-Friperie et du Marché-aux-Poirées et finissait rue de la Tonnellerie.

Son nom lui fut donné à cause de la grande quantité de fripiers qui l'habitaient.
 
Les numéros étaient rouges, le dernier numéro impair était le no 27 et le dernier numéro pair était le no 32.

Elle est citée sous le nom de « rue de la Fripperie » dans un manuscrit de 1636.

La rue est supprimée en 1860 lors de la construction des pavillons Baltard.

###### Rue de la Grognerie
Située dans l'ancien 4e arrondissement de Paris, quartier des Marchés, la « rue de la Grognerie » commençait entre les rues de la Grande-Friperie et de la Cordonnerie, et aboutissait rue Jean-de-Beauce. On la trouve également sous les noms de « rue de la Grosnière », , « rue Gronnière », « rue de l'Engronnerie », « rue Lengrognerie », « rue Langroinerie », et sous celui de « petite rue Saint-Martin ».

###### Rue Jean-de-Beauce
Située dans l'ancien 4e arrondissement de Paris, quartier des Marchés, la rue Jean-de-Beauce commençait rue de la Grande-Friperie et finissait rue de la Cordonnerie. Ainsi nommée d'un particulier de ce nom qui y possédait une boutique ou un magasin.
Les numéros étaient noirs, le dernier numéro impair était le no 3 et le dernier numéro pair était le no 4.

Elle est citée sous le nom de « rue Jehan de Beausse » dans un manuscrit de 1636.

La rue est supprimée en 1860 lors de la construction des pavillons Baltard.

###### Place du Légat
Située dans l'ancien 4e arrondissement de Paris, quartier des Marchés, la place du Légat était située près de la halle aux Draps, entre les rues de la Grande et de la Petite-Friperie.
 
Le site devient par la suite un marché couvert et spacieux, destiné à la vente de pommes de terre.

###### Rue du Marché-aux-Poirées
Située dans l'ancien 4e arrondissement de Paris, quartier des Marchés, la rue du Marché-aux-Poirée commençait place du Marché-des-Innocents et rue de la Petite-Friperie et finissait rue de la Cossonnerie. 
 
Ainsi nommée parce que le marché aux poirées s'y tenait.

Les numéros étaient noirs, le dernier numéro impair était le no 27 et le dernier numéro pair était le no 28.

Elle est citée sous le nom de « rue du Marché aux poirées » dans un manuscrit de 1636. Le marché au Poirées est indiqué sur les plans de Paris de Didier Robert de Vaugondy en 1760 et en 1771.

Durant la Révolution française, Jacques Morel, représentant de la section des Marchés à la Commune de Paris, demeurait dans cette rue.

La rue est supprimée en 1860 lors de la construction des pavillons Baltard.

###### Rue de la Petite-Friperie
Située dans l'ancien 4e arrondissement de Paris, quartier des Marchés, la rue de la Petite-Friperie également appelée rue de la Chausseterie, commençait rues de la Grande-Friperie et de la Lingerie et finissait rue de la Tonnellerie.
Son nom lui fut donné à cause de la grande quantité de fripiers qui l'habitaient.
 
Les numéros étaient rouges, il n'y avait pas de numéro impair et le dernier numéro pair était le no 30.

Elle est citée sous le nom de « rue de la Fripperie » dans un manuscrit de 1636.

La rue est supprimée en 1860 lors de la construction des pavillons Baltard.

#### Démolition des pavillons Baltard
En 1950, les Halles semblaient condamnées à une mort par asphyxie, à plus ou moins brève échéance. Les trafics étaient en régression dans certains secteurs ; des circuits nouveaux se créaient hors des Halles à proximité des gares, ou à la périphérie de l'agglomération parisienne, ou encore directement à partir des lieux de production. Quand en 1953, le gouvernement décida de créer une chaîne de marchés d'intérêt national, le problème des Halles de Paris revint à l'ordre du jour.
Le 14 mars 1960, le transfert du marché des Halles à Rungis et à La Villette est décidé.
En 1963, le préfet de Paris propose la rénovation de la rive droite, entre la Seine et la gare de l'Est. 670 hectares et 150 000 habitants sont concernés. Le projet est repoussé, mais le Conseil de Paris crée une Société d'études d'aménagement des Halles et secteurs limitrophes. En 1968, les premiers projets d'aménagement sont repoussés par le Conseil de Paris. La surface de rénovation est réduite de 32 à 15 hectares, le reste fera l'objet d'une réhabilitation. Un aménagement souterrain est envisagé.
Entre le 27 février et le 1er mars 1969, le transfert du marché est effectué vers Rungis et La Villette. Cette opération considérée à l'époque comme étant le « déménagement du siècle » concerna 20 000 personnes, 1 000 entreprises de gros, 10 000 m3 de matériel, 5 000 tonnes de marchandises et 1 500 camions. Les 3 et 4 mars suivants, le marché de Rungis ouvrait officiellement ses portes.
En attendant le début des travaux de démolition qui interviendront deux ans plus tard, le préfet de Paris Marcel Diebolt autorise l'organisation de manifestations culturelles dans les pavillons.
Devant la crainte d'une invasion de rats à la recherche de nourriture, maintenant que le marché avait disparu, 150 techniciens déversent 10 tonnes d'aliments empoisonnés dans les locaux abandonnés, permettant de tuer environ 20 000 rats.
En 1970, une zone d'aménagement concerté est créée. Elle s'étend sur le secteur des halles et sur le plateau Beaubourg. Il est décidé d'aménager le futur quartier de l'Horloge. En 1971, les six premiers pavillons situés à l'est de la rue Baltard sont démolis pour permettre la construction de la gare RER et du Forum. En 1973, les pavillons de la viande, les îlots sud des Halles et les îlots Beaubourg sont démolis. Deux de ces pavillons seront préservés : le no 8, qui abritait le marché aux œufs et à la volaille, est démonté et reconstruit à Nogent-sur-Marne pour y abriter une salle de spectacle baptisée « Pavillon Baltard » et un deuxième dans le parc Harbor View Park (ja) de la ville de Yokohama au Japon, qui ne reprend que la partie haute de la structure originale en fonte. Les matériaux des autres pavillons  sont vendus au prix de la ferraille.
Après la destruction des halles, le « trou » des Halles demeure plusieurs années alors que plusieurs projets d'aménagement restent infructueux. À l'été 1973, le film de Marco Ferreri, Touche pas à la femme blanche !, y est tourné. Celui-ci apparaît aussi dans Le Locataire de Roman Polanski.

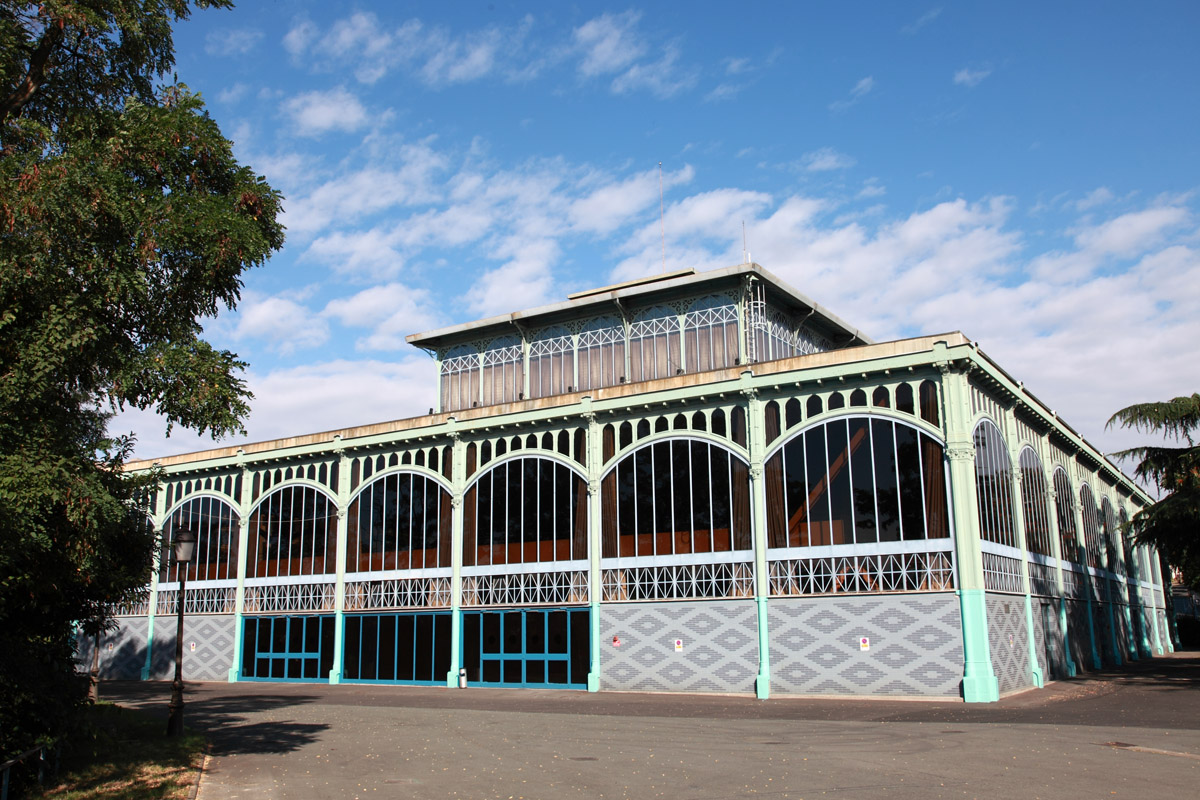
Le Pavillon Baltard no 8, reconstruit à Nogent-sur-Marne.
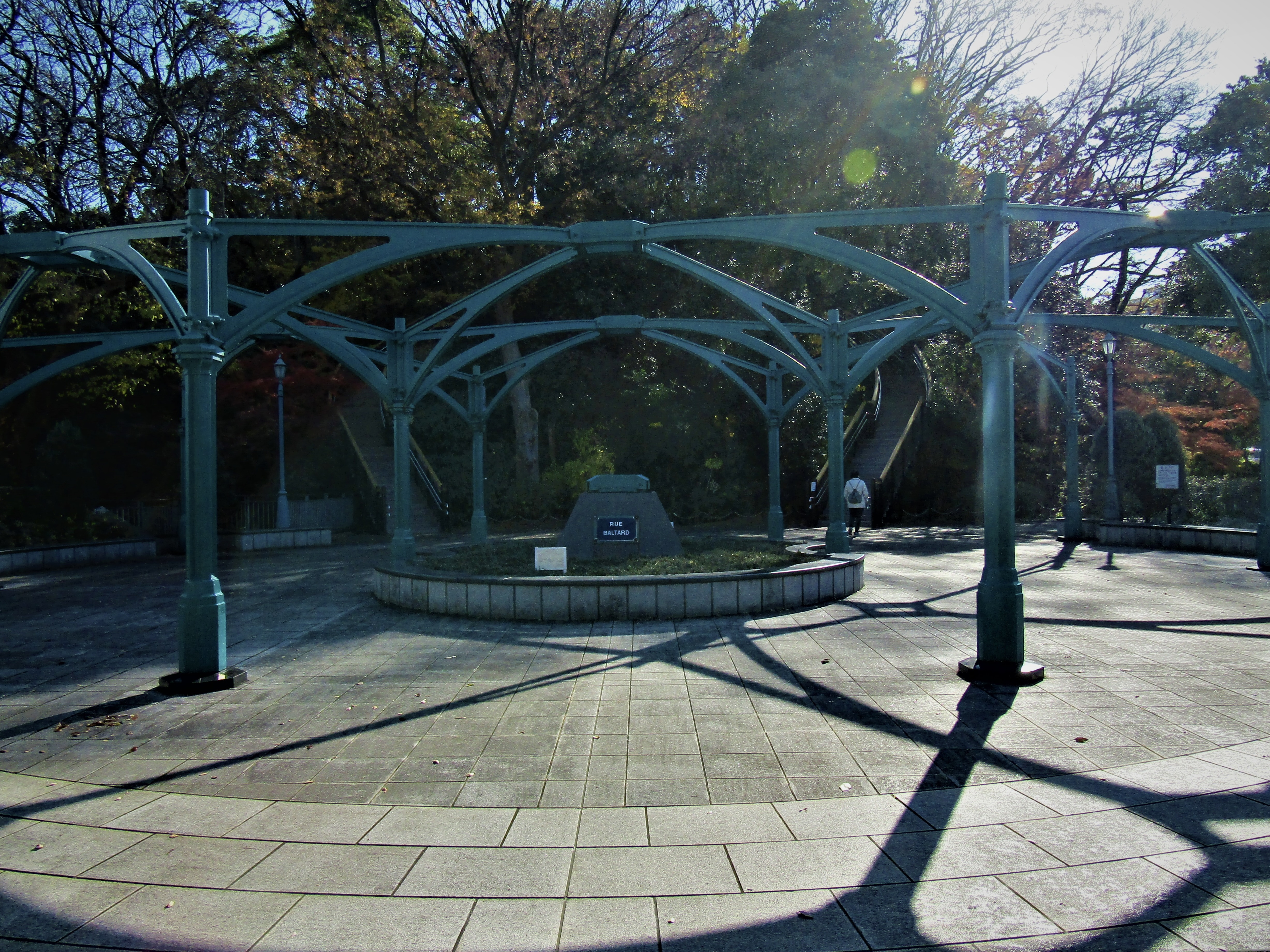
La structure supérieure en fonte de la seconde halle survivante, exposée dans le parc Harbor View Park (ja) de Yokohama.

#### Après les pavillons: le forum, le jardin et la station RER
En 1974, élu président de la République, Valéry Giscard d'Estaing décide l'abandon d'un centre de commerce international initialement projeté et la création d'un jardin à son emplacement. Les démolitions, comme celle de la rue de la Réale, se poursuivent.
En 1975, le projet choisi par les Parisiens est rejeté au profit, dans un premier temps, de celui de l'architecte espagnol Ricardo Bofill, puis de Jean Willerval. En 1978, le groupe de l'ARPA (Architecture Participative) fait un projet d'urbanisme avec les Associations de Paris, Champeaux, Copras, CIAH.
En 1979, le projet centre commercial « le Forum » est proposé par l'architecte Claude Vasconi. Un concours est d'abord organisé pour l'aménagement de la partie Lescot directement au-dessus de la gare RER. L'équipe composée des architectes Georges Pencreac'h et Claude Vasconi l'emporte avec le projet du Forum des Halles, inauguré en 1979. Parmi les projets non retenus : celui d'Albert Laprade (deux hautes tours, des commerces, des jardins, des logements et un parking souterrain de 20 000 places) et celui de Jean Faugeron (plusieurs tours fuselées, les plus hautes devant atteindre 200 mètres). Une deuxième consultation est par la suite organisée pour la partie aérienne, emportée par Ricardo Bofill, dont le projet avance jusqu'à l'édification du gros œuvre à R+2, avant que le maire de Paris (Jacques Chirac) décide de tout raser en imposant à la place l'architecte Jean Willerval et ses « parapluies », inaugurés en 1983. L'ensemble fut loin d'être perçu comme une réussite.
En 1977, la station du RER le 7 décembre est inaugurée et la station Les Halles de la ligne 4 est déplacée pour une meilleure correspondance.
Le Forum de commerce et de loisirs est inauguré le 4 septembre 1979. Deux hôtels, de logements et de bureaux sont construits en 1983. La deuxième partie du Forum souterrain (architecte : Paul Chemetov) est ouverte en 1985. Les jardins sont aménagés par Louis Arretche en 1986 et le parc océanique Cousteau est inauguré en juillet 1989.

#### XXIesiècle

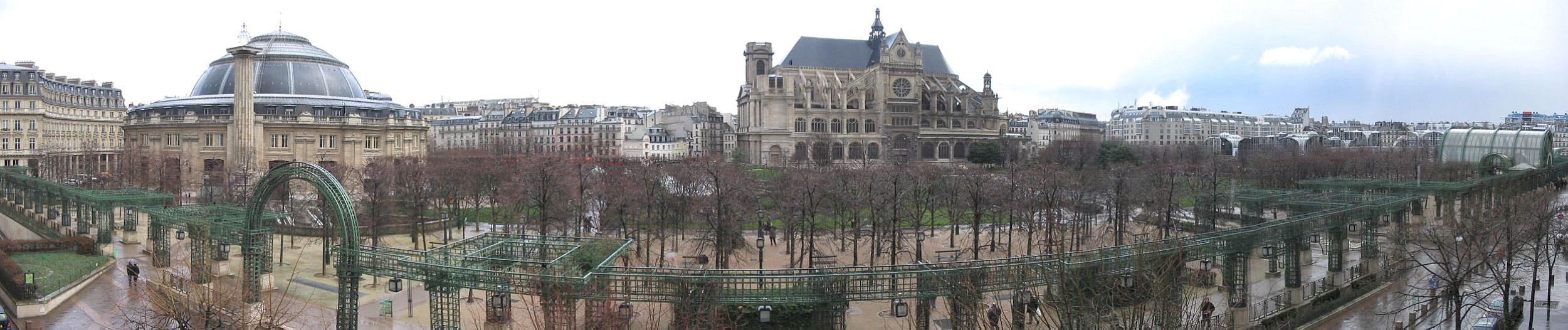
Panorama du quartier des Halles en 2004.

- 2004 : un concours d'architecture est lancé par la mairie pour une rénovation totale du quartier. Quatre équipes d'architectes sont sélectionnées : Jean Nouvel, MVRDV/Winy Maas, OMA/Rem Koolhaas et David Mangin. Le 15 décembre, le maire de Paris Bertrand Delanoë annonce le choix de la commission d'appel d'offres pour le réaménagement des Halles de Paris. C'est le projet de l'architecte et urbaniste français David Mangin qui remporte les suffrages, plus pour son parti pris que pour le projet en lui-même qui ne sera pas concrétisé tel quel. Son rôle est de coordonner la mise en œuvre du projet, dont il réalisera une partie. Les conditions qui ont amené à ce choix déclenchent une polémique importante chez nombre d'observateurs de l'urbanisme parisien. Un concours international sera organisé, afin de déterminer le projet définitif. Les premiers travaux devraient commencer en 2009[réf. nécessaire].
- 2007 : en juillet, les architectes français Patrick Berger et Jacques Anziutti gagnent le projet du futur « carreau des Halles », avec la Canopée, surhaussement symbolique de l’actuel Forum des Halles[39].
- 2010 : en avril, début des travaux de réaménagement des Halles, reconnus d'utilité publique[40] par arrêté préfectoral (arrêté préfectoral no 2010-189-3 du 8 juillet 2010) et comprenant la réorganisation des espaces publics en surface, la construction de la Canopée, le nouveau jardin, la réorganisation des voiries souterraines et le réaménagement de la gare Châtelet-Les-Halles avec le Forum et leurs accès [41]. Ils comprennent notamment le désamiantage et le dépoussiérage du plomb des anciennes halles pour un montant supérieur à 1 million d'euros hors taxes[42],[43],[44], commencé le 10 mai 2011.
- 2011 : à partir du 17 mai, une partie de la rue des Halles est fermée à la circulation des voitures[réf. nécessaire]. Le 10 mai 2011 commence le désamiantage de l'intérieur des pavillons Willerval[45].
- 2016 : inauguration de la Canopée (architectes Patrick Berger et Jacques Anziutti).

Plan des Halles en 2020.

### Du ventre au cœur

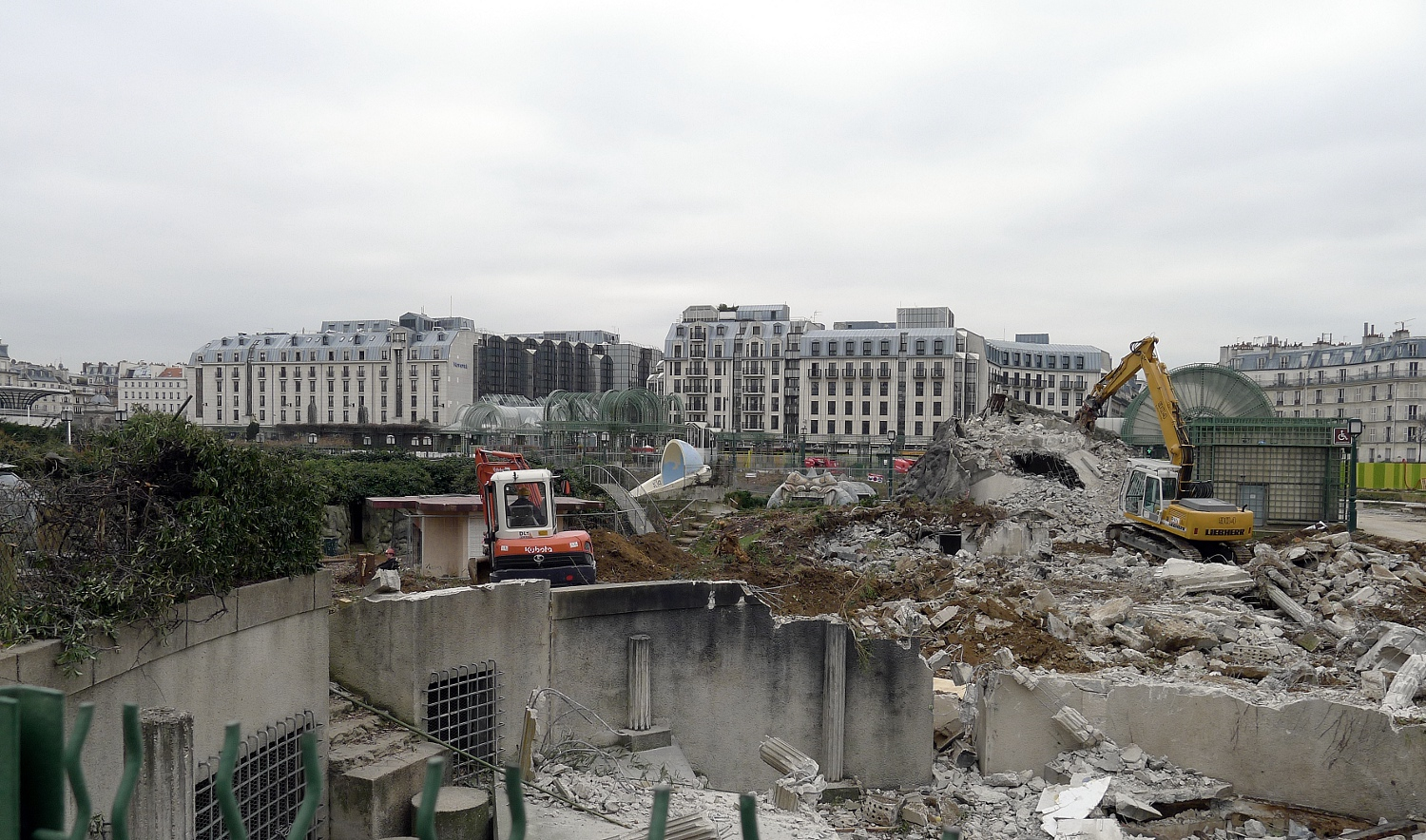
Travaux de rénovation en février 2011.

Ce « ventre de Paris », évoqué par Zola du temps des marchés de gros, est devenu un des principaux pôles d'animation de la capitale, proche du centre géographique de la ville et à la croisée des principales lignes du réseau de transport collectif de la région.
C’est à la fois :
- la plus grande gare de la ville, Châtelet - Les Halles, avec trois lignes de RER, cinq de métro, 15 de bus et 13 de Noctiliens où passent en moyenne 800 000 voyageurs quotidiens ;
- le Forum, troisième centre commercial français en fréquentation avec 34 millions de clients annuels en 2016 (deuxième en Île-de-France après les Quatre Temps à la Défense), comprenant 26 salles de cinéma[47] ;
- le cinéma le plus fréquenté du monde, l'UGC Ciné Cité Les Halles[48] ;
- la piscine la plus fréquentée de la ville ;
- un jardin de plus de quatre hectares ;
- un réseau de voiries, essentiellement souterraines ;
- trois médiathèques de la Ville de Paris — deux musicales (une réservée aux conservatoires, l’autre ouverte à tous publics), et une spécialisée dans le cinéma.

### Halles comprises dans les halles centrales ou établies à proximité

#### Halle aux poissons
Installée depuis le Moyen-Âge dans un triangle au sud-est de l'église Saint-Eustache près du pilori, la halle est reconstruite au même emplacement en 1822 et transférée en 1857 dans les pavillons Baltard 9 et 11 à l'angle des rues Rambuteau et Pierre Lescot.

#### Halle aux fromages
Le marché aux fromages établi au sud de la halle aux poissons est installée dans une halle construite à cet emplacement en 1823 abritant également un marché au beurre et aux œufs puis transférée en 1857 dans le pavillon Baltard no 12 à l'angle des rues Berger et Pierre Lescot, proche de son emplacement d'origine.

#### Halle à la viande
La halle à la viande est établie à l'emplacement de l'ancienne halle au blé lors de son installation en 1770 dans le bâtiment qui sera celui de la bourse de commerce), transférée aux marché des Prouvaires ouvert en 1818, puis dans le pavillon Baltard n° 3 rue Rambuteau au sud de l'église Saint-Eustache en 1860.

#### Halle au blé et aux farines
L'ancienne Halle au blé était installée entre les rues de la Tonnellerie, et de la Fromagerie sur la place des Halles.
Ce marché étant devenu trop petit, la Ville décide en 1762 de transporter le marché dans un bâtiment édifié à l'emplacement de l'hôtel de Soissons, acheté par la ville quelques années auparavant, dont il subsiste la colonne astronomique de Catherine de Médicis.
La Halle au blé et aux farines construite de 1763 à 1767 sur les plans de Nicolas Le Camus de Mézières est inaugurée en 1770 avec son centre à l'air libre, recouvert par une coupole en bois en 1782.
Celle-ci  est détruite par un incendie en 1802 et remplacée par une nouvelle structure en fer, recouverte dans un premier temps de feuilles de plomb, puis de vitres, qui subit un nouvel incendie en 1854. De nouveau rénové, l'édifice devint le siège de la Bourse de commerce.
La halle à la viande est installée à l'emplacement de l'ancienne halle au blé qui devient en 1818 celui du marché aux herbes.

#### Halle aux herbes
Fief des herboristes et des maraîchers, elle est présente dans de nombreuses villes de France. Elle est installée en 1818, à l'emplacement de l'ancienne halle à la viande qui était lui-même celui de l'ancienne halle aux blés avant son transfert en 1770 dans le bâtiment construit à cet effet qui sera par la suite la bourse de commerce de Paris. La halle aux herbes est installée en 1858 dans les pavillons Baltard n° 7 et n° 8 fruits et légumes.

#### Halle aux draps
La Halle aux draps était établie depuis le XVe siècle entre la rue de la Poterie et la rue de la Petite-Friperie au sud du carreau des halles.
Elle est reconstruite sous le nom de « Halle aux draps et toiles » par Molinos et Legrand en 1786. Le bâtiment est incendié en 1855.

## Halles établies dans d'autres quartiers de Paris

### Halle aux gibiers
Bâtie en 1810 par l'architecte Célestin-Joseph Happe, elle était située quai des Grands-Augustins.

### Halle aux cuirs
Fief des pelletiers et autres mégissiers, la première halle est installée par Saint Louis rue de la Lingerie, à proximité de la halle aux draps, au sud du carreau des Halles. Elle est transférée rue Mauconseil, sur l'emplacement de l'ancienne Comédie italienne, et elle y demeure jusqu'en 1866. Une nouvelle Halle aux cuirs est inaugurée le 18 mars 1866. Construite sur des dépendances de l'ancien hospice des Cent-Filles, elle occupe une superficie d'un hectare, situé à l'emplacement de l'actuel campus Censier, et forme donc un quadrilatère borné par les rues Censier, de la Clef, Santeuil et du Fer-à-Moulin. En plus des bureaux, le bâtiment est doté d'immenses magasins dont l'entrée principale se trouvait rue Santeuil, une cour de 1 350 m2 formant le carreau de la Halle ; au-dessus sont installés deux étages de magasins ; au-dessous, d'immenses souterrains servent de caves pour y recevoir huiles, essences, vernis et tout corps gras indispensable à la mégisserie. Une ordonnance de police du 12 mars 1866 en fixe le fonctionnement et les heures d'ouverture, de fermeture et de vente.
Dans la nuit du 11 au 12 mai 1906, elle subit un terrible incendie qui la détruit totalement. La Halle aux cuirs ne sera pas reconstruite au même endroit, car le quartier où elle s'élevait s'était complètement transformé en quelques années par la construction de nouvelles habitations dont les occupants ne se seraient pas accommodés des inconvénients de ces industries mégissières toutes proches. D'autant plus que la prison Sainte-Pélagie, située dans le quartier, fut désaffectée et démolie en 1899. Tandis que la Bièvre, envahie jusqu'ici par les pestilences des abattoirs, des hôpitaux, des égouts, des industries pelletières (tannerie et teinturerie) fut désormais recouverte sur cette partie de son cours.

### Halle aux veaux
Avant 1646, la Halle aux veaux était située rue de la Planche-Mibray, au bout de la rue Vieille-Place-aux-Veaux.
Par un arrêt du 8 février 1646, le marché aux veaux fut transféré quai des Ormes.
Par lettres patentes, d'août 1772, le roi Louis XV ordonne la construction d'une nouvelle halle, d'un nouveau marché aux veaux.
Le 28 mars 1774, une nouvelle halle aux veaux est construite par Nicolas Lenoir. Elle était située entre les rues de Pontoise et de Poissy dans l'ancien 12e arrondissement de Paris, quartier du Jardin du Roi (actuel 5e arrondissement de Paris, quartier Saint-Victor).

### Halle aux vieux linges
Bâtie en 1811 par Jacques Molinos, elle était située rue du Temple.

### Halle aux vins

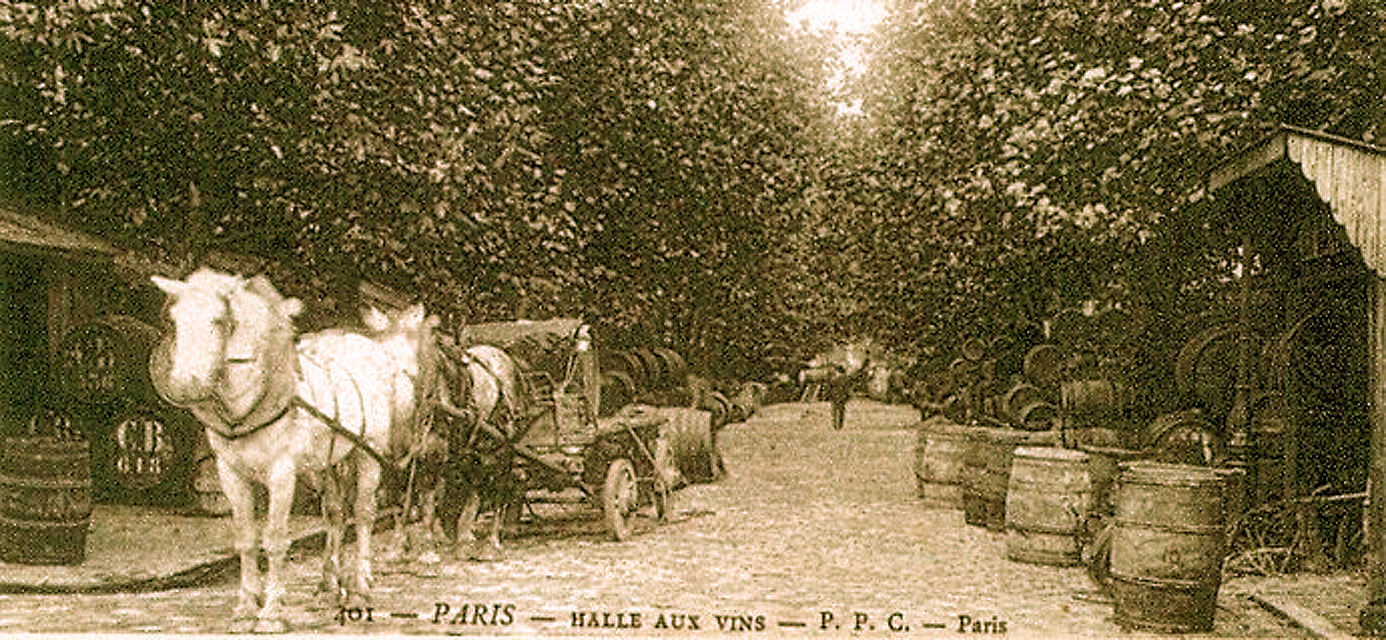
La Halle aux vins.

Fief des marchands de vin, appelés familièrement « les pinardiers ».
Elle se trouvait depuis 1666 quai Saint-Bernard, sur l'emplacement de l'actuel campus de Jussieu (faculté des Sciences), toujours dans le 5e arrondissement de Paris, le long de la Seine d'où les chalands arrivaient. Construite de 1958 à 1972, la Faculté est inaugurée en 1970 (Paris VII) et en 1971 (Paris VI). Pendant longtemps, on l'appela familièrement « la faculté des Sciences de la Halle aux vins » et sa grande tour « la tour Zamanski », du nom du doyen de la Faculté. Ces appellations non officielles sont passées de mode aujourd'hui. On trouve également, sur l'ancienne emprise de la Halle aux vins, l'Institut du monde arabe inauguré en 1987.

### Grenier de réserve
Bâti en 1807 par Delanoy, il était situé boulevard Bourdon.

## Regrat des Halles
Le regrat signifie la vente de menues denrées au détail et de seconde main. Au regrat, aux déchets des Halles, on vendait les denrées de rebut dans une sorte de marchés au reste, du moins au XVIIIe siècle. Dans son ouvrage Les Halles de Paris des origines à 1789. Évolution matérielle, juridique et économique paru en 1962, l'auteur Jean Martineau mentionne que le regrat persistait parce qu'il existait toute une plèbe aux revenus si faibles qu'elle ne pouvait acheter sur les marchés au prix normal les provisions qui lui étaient offertes, parce qu'à ce prix les quantités offertes étaient encore trop grande pour la modicité de ses moyens.
Jacques Savary des Brûlons, dans son Dictionnaire universel du commerce de Savary paru en 1727, indique : « C'est pareillement dans la Halle à la poirée, devant la porte de la grande Halle, que les petites Regratieres débitent leurs fruits selon les saisons, comme les cerises, groseilles, pêches, abricots. Voyer Frutier-Regratier. [...] on met aussi de ce nombre quantité de pauvres gens qui font un petit négoce d'herbages, de légumes, d'oeufs, de beurre et de fromage, en conséquence de Lettres qu'on appelle Lettres de Regrat ».
Durant ce même siècle, dans Le Neveu de Rameau de Denis Diderot, Rameau s'exprime en ces termes après avoir été chassé par ses protecteurs : « ...Vous vous en êtes allé en vous mordant les doigts ; c’est votre langue 
maudite qu’il fallait mordre auparavant. Pour ne vous en être pas avisé, vous voilà sur le pavé, sans le sol, et ne sachant où donner de la tête. Vous étiez nourri à bouche que veux-tu, et vous retournerez au regrat ; ... ».

## Filmographie
- Voici le temps des assassins, réalisé par Julien Duvivier, en 1956. Duvivier décide de construire en studio une partie des Halles de Paris, mais également de tourner en décors naturels. Il restitue la vie grouillante des anciennes Halles, sur fond des pavillons Baltard anéantis par d’autres démolisseurs, destruction dont Paris porte encore les stigmates plus de 40 ans après leur disparition.
- Touche pas à la femme blanche ! de Marco Ferreri est tourné partiellement dans le trou des Halles, chantier de démolition des Halles de Paris.
- Les Rois mages (2001) de Bernard Campan et Didier Bourdon : une scène de vol y est tournée.
- Un idiot à Paris (1967) de Serge Korber[57].
- La Route (1964), feuilleton télévisé de Pierre Cardinal : plusieurs scènes y sont tournées.